# O lopenickém Dráčkovi
O lopenickém Dráčkovi je kniha Aleny Bartošíkové, spisovatelky z Moravského Slovácka.
Námětem díla jsou příhody a zážitky lopenického Dráčka a jeho kamarádů, kteří žijí na moravsko-slovenském pomezí. Na knize se významně podílel i její syn Martin Bartošík.
Kniha byla vydána roku 2010, je určena pro děti, ale i jejich rodiče. Je doplněna množstvím barevných ilustrací Ivana Křemečka.

## Kapitoly
1. Jak přišel dráček na svět
2. Jak děti naučily dráčka uklízet
3. Dráček a nepovedený dort
4. Dráček má rád opékání
5. Dráček v Tatrách
6. Dráček na brigádě
7. Dráček u moře
8. Jak se dráček nemohl naučit létat
9. Dráček navštívil starého javořinského draka 
10. Dráček s dětmi pouští draky
11. Děti jedou na závody v létání draků v Číně
12. Dráček a bolavý zub
13. Jak chtěl dráček závodit s rogalistou
14. Dráček a červená kšiltovka
15. Dráček a vánoce
16. Dráček na bruslích
17. Jak se dráček stal hokejistou
18. Dráček záchranářem
19. Dráček a Evropská unie
20. Seminář draků v lese Pírec
21. Dráčci v Luhačovicích
22. Výlet parní mašinkou
23. V Ostrožské Nové Vsi a leteckém muzeu
24. Jak si dráček namluvil dračí princeznu
25. Dráček letí na svatbu do Holandska
26. Jak dráček ke štěstí přišel

## Ukázka z textu
"Toho roku byla strašně tuhá zima. nebylo sice moc sněhu, zato mrazy byly tak kruté, že žábám praskaly ušní bubínky. Dráček se už uměl o sebe postarat a tak zavčasu ucpal vchod do jeskyně kamením, vichřicí polámanými kmeny, mechy a lišejníky. Pěkně si jeskyňku zadýchal, bylo v ní příjemně teploučko a útulně ale časem se strašně nudil. A tak přemýšlel, nejprve jedna hlava (tu nic nenapadlo), pak každá druhá hlava (to už bylo lepší) a nakonec dal všechny hlavy dohromady a zrodil se skvělý nápad.
Dráček se rozhodl, že udělá sraz draků registrovaných v Evropské unii. I když se mu děti hodně věnovaly a často si ním společně hráli, přece jen se mu zastesklo po stejných bytostech jako je on, se kterými si může povykládat i o věcech, kterým lidé nerozumí."......